# دیمین بودجما
دیمین بودجما (انگلیسی: Damien Boudjemaa؛ زادهٔ ۷ ژوئن ۱۹۸۵) بازیکن فوتبال اهل فرانسه است.
از باشگاه‌هایی که در آن بازی کرده‌است می‌توان به باشگاه فوتبال آسترا جورجو، باشگاه فوتبال اسلاویا پراگ، و باشگاه فوتبال پترولول پلویشت اشاره کرد.